# Armin Kaufmann (Jurist)
Armin Kaufmann (* 6. Juli 1922 in Banteln; † 20. März 1985 in Bad Honnef) war ein deutscher Rechtswissenschaftler und Hochschullehrer an der Rheinischen Friedrich-Wilhelms-Universität Bonn.

## Leben
Nach dem Abitur 1940 diente Kaufmann als Soldat im Zweiten Weltkrieg, wobei er mehrfach verwundet und mehrfach ausgezeichnet wurde. Nach Kriegsende begann er zum Wintersemester 1945/46 ein Studium der Rechtswissenschaften an der Universität Göttingen. Nach seinem Ersten Juristischen Staatsexamen promovierte Kaufmann dort 1952 unter Hans Welzel zum Dr. iur. Als Welzels Assistent wechselte er kurz darauf mit diesem an die Universität Bonn. Dort habilitierte Kaufmann sich 1956 mit einer grundlegenden Arbeit über Unterlassungsdelikte und erhielt die Venia legendi für die Fächer Strafrecht und Rechtsphilosophie. Nach einer mehrjährigen Tätigkeit als Privatdozent wurde er 1960 zum außerordentlichen Professor an der Universität Tübingen bestellt. Von 1962 bis zu seinem frühen Tod 1985 war Kaufmann ordentlicher Professor für Strafrecht und Rechtsphilosophie an der Universität Bonn. Dort war er 1964/65 Dekan der rechtswissenschaftlichen Fakultät und 1967/68 Wahlsenator.

## Werk und Werke (Auswahl)
Kaufmanns Werk konzentriert sich auf das Strafrecht und dessen Dogmatik. Bekannt wurde er vor allem durch die von ihm begründete sogenannte Funktionenlehre und die damit einhergehende Unterscheidung von Garanten in Beschützer- und Überwachergaranten.
- Lebendiges und Totes in Bindings Normentheorie: Normlogik u. moderne Strafrechtsdogmatik. Schwartz, Göttingen 1954 (Dissertation).
- Die Dogmatik der Unterlassungsdelikte. Schwartz, Göttingen 1959 (Habilitationsschrift).